# ニュース&ウェザー750
ニュース&ウェザー750（-アンド-ななごうまる）は、2007年10月1日から2009年3月31日まで青森放送（RABラジオ）で月曜日から金曜日の7:50 - 8:00に放送していた番組である。

## 放送時間
- 月曜 - 金曜 7:50 - 8:00

## 概要
2009年4月1日からの該当時間は、｢7時50分の東奥日報ニュース&天気予報｣として放送される。ただし、番組フォーマットは、当番組の流れを引き継ぐ。
- 青森放送では、これまでこの時間帯は長らく7:00の東奥日報ニュースのみ放送されていたが、2007年9月28日まで当枠で放送されていた松本英子のサウンドスケッチ終了に伴う枠を埋める為に開始された。なお、8:00からはTBSラジオからのネット番組「話題のアンテナ 日本全国8時です」放送によって東奥日報ニュースの放送が無い為、当番組は、実質｢8時の東奥日報ニュース｣の意味合いも兼ねた。
- 又、当番組の放送が無い土曜日は2008年9月までは｢日本全国8時です｣終了後の8時18分から8時25分までタイトル無しのニュースと天気を放送、同年10月以降は同時間に東奥日報ニュースとして放送していたが、2009年4月4日からは8:15 - 8:20に｢ニュース&ウェザー｣として放送される。よって、実質平日と土曜の番組交換の形となる。

## スポンサー

### 2008年4月-2009年3月
- docomo青森支店（2009年4月以降の｢7時50分の東奥日報ニュース&天気予報｣に引き継ぐ）

### 2007年10月-2008年3月
- 弘前日産自動車
- 日産サティオ弘前（曜日より変わる･これは、前番組やその前に放送された「おはようワイドあおもり」のコーナー「朝のスケッチ・人間アメダス」から引き続き担当していた。）

## タイムテーブル
- 7:50 - 7:55…オープニングとニュース
- 7:55 - 7:58…天気予報とエンディング
  - 尚、このタイムテーブルは、後継番組7:50の東奥日報ニュース&天気予報に引き継ぐ。

## その他
- 当番組の天気予報で流れるBGMは、平日7:00から放送される｢東奥日報ニュース｣内の天気予報及び16:05から放送される天気予報で流れるBGMと同じであった。